# P4HTM
P4HTM‏ (Prolyl 4-hydroxylase, transmembrane) هوَ بروتين يُشَفر بواسطة جين P4HTM في الإنسان.